# Bloqueio da Wikipédia na Venezuela

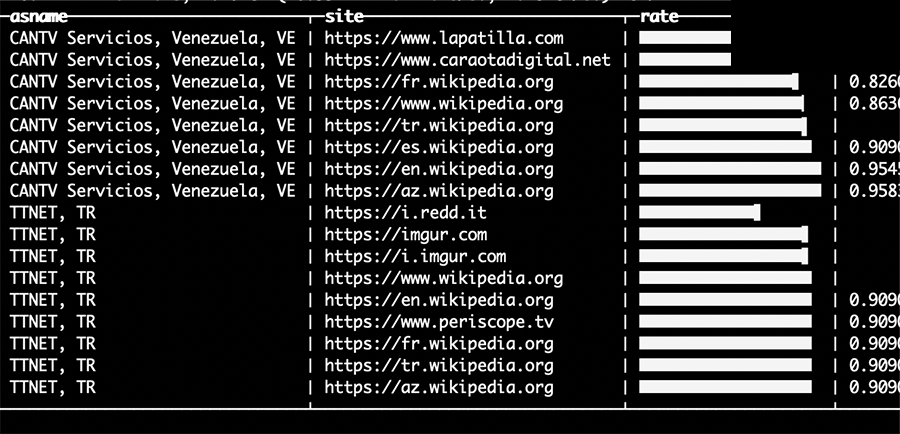
Relatório da NetBlocks sobre o progresso da Wikipédia sendo bloqueado na Venezuela pela CANTV em 12 de janeiro de 2019.

A Wikipédia foi bloqueada na Venezuela, em 12 de janeiro de 2019, pelo principal provedor de telecomunicações da Venezuela, CANTV.
Todos os 1,5 milhão de usuários da CANTV foram afetados pela decisão. O bloqueio foi levantado em 18 de janeiro de 2019, após críticas generalizadas contra a empresa estatal, alegando que foi em resposta à crise presidencial venezuelana.
O bloqueio coincidiu com as reivindicações de Juan Guaidó de se tornar presidente interino durante o início da crise presidencial venezuelana. Durante a crise, várias interrupções na Internet foram relatadas, bem como o bloqueio de vários sites, incluindo a Wikipédia.

## Contexto
O bloqueio da Wikipédia ocorreu em meio a várias guerras de edição nos artigos da Wikipédia em espanhol de Nicolás Maduro, Juan Guaidó, Presidente da Venezuela e Lista de presidentes da Venezuela. As guerras de edição estavam em conflito por edições tanto de usuários registrados quanto de usuários anônimos de IP, com opiniões diferentes sobre a reeleição de Maduro como presidente da Venezuela a partir de 2019, a assunção da presidência por Guaidó, bem como sobre a cronologia do presidência. As edições iniciais afirmavam que Guaidó se declarou presidente, com as guerras seguintes removendo essa informação.

## Bloqueio
Na tarde de 12 de janeiro de 2019, o observatório da Internet NetBlocks coletou evidências técnicas do bloqueio de todas as versões da Wikipédia na Venezuela. As restrições foram implementadas pela CANTV, maior provedora de telecomunicações do país. A NetBlocks identificou uma grande interrupção na rede afetando a infraestrutura de telecomunicações, que coincidiu com outras restrições que afetaram a capacidade dos venezuelanos de acessar informações nas 24 horas anteriores. Acredita-se que o motivo seja uma tentativa de ocultar ou suprimir o artigo da Wikipédia do recém-nomeado presidente da Assembleia Nacional, Juan Guaidó, que o incluiu como "51º Presidente da República Bolivariana da Venezuela". As informações coletadas também mostram diversos sites que haviam sofrido restrições recentemente, o que significa que a instabilidade política no país pode ser o principal motivo do controle da internet.

## Reações

### Fundação Wikimedia
Em 13 de janeiro de 2019, a Fundação Wikimedia declarou que iniciaria uma investigação para entender o que realmente ocorreu, pois até o dia de sua declaração continuava recebendo tráfego de visitas e edições provenientes da Venezuela.

### Governo da Venezuela
Em 15 de janeiro de 2019, o presidente venezuelano Nicolás Maduro se pronunciou sobre a Wikipedia e expressou que a oposição venezuelana «pretende tomar o poder político e se tornar presidente da república da Wikipedia, da república do Twitter», referindo-se à guerra de edições que ocorreu devido à nomeação de Juan Guaidó como presidente durante a crise presidencial. Maduro acrescentou «Que fiquem com sua Wikipedia, com seu Twitter».
Até o momento, a única resposta que o governo venezuelano deu sobre o bloqueio da Wikipedia foi oferecida em 18 de janeiro por William Castillo, vice-ministro de comunicação internacional, ao meio digital eldiario.es. Castillo afirmou que «não existe nenhum bloqueio à Wikipedia na Venezuela», responsabilizando a dificuldade de acesso relatada pelos usuários do operador público a um possível «ataque de negação de serviço (DOS) realizado por terceiros, no contexto das operações de desestabilização política e comunicacional que estão em andamento na Venezuela e que buscam, entre outros objetivos, prejudicar a imagem do país». Castillo também assegurou que as duas possibilidades de bloquear legalmente um website na Venezuela é mediante um processo administrativo que deve ser notificado a todas as partes envolvidas «e que obriga a ouvir as versões correspondentes» ou mediante um bloqueio judicial, afirmando que «nenhuma das duas condições ocorreu no caso da Wikipedia».

### Wikimedia Venezuela
Em um comunicado, Wikimedia Venezuela indicou:
Em 16 de janeiro de 2019, Wikimedia Venezuela pediu ao governo venezuelano que desbloqueie o acesso à Wikipedia na Venezuela.
Alguns usuários informaram à Wikimedia Venezuela que o bloqueio terminou em 18 de janeiro de 2019, Wikimedia tenta confirmar este fato.

#### Violações aos direitos humanos em 2022
Em 17 de outubro de 2022, Óscar Costero, reconhecido wikipedista, apresentou-se na sede principal do Serviço Administrativo de Identificação, Migração e Estrangeiros (Saime) em Caracas, após enfrentar dificuldades online para renovar seu passaporte. O que parecia ser um mero trâmite administrativo tornou-se uma série de violações de direitos humanos.
Na sua chegada, foi-lhe informado de uma suposta "proibição de saída do país". Uma funcionária, que não quis se identificar, o manteve esperando por horas e finalmente o obrigou a assinar uma declaração indicando que estava sendo investigado e que não havia sido maltratado durante sua estadia no Saime. Esta situação escalou rapidamente quando, sem aviso prévio, foi detido pelo Corpo de Investigações Científicas, Penais e Criminalísticas (CICPC) e levado para ser interrogado. As perguntas giravam em torno de sua vida pessoal, finanças e sua vinculação com Wikimedia, bem como sua relação com Santiago De Viana, editor de temas políticos na Wikipedia. Foi revelado que De Viana havia sido alvo de difamação, acusado de corrupção e ligações com o narcotráfico. Nesta difamação, também foi mencionado Costero.
Esta série de eventos está relacionada com uma perseguição que começou após o apagão de 2019, intensificando-se no final desse ano contra Costero, De Viana e Wikimedia Venezuela. Apesar de ser liberado, Costero se encontrou com restrições ao seu livre trânsito e uma contínua negação de seus direitos fundamentais. Em 11 de novembro de 2022, os advogados da Espacio Público tentaram acessar o expediente do caso, mas enfrentaram obstáculos por parte das autoridades judiciais. As irregularidades no caso se acumularam, incluindo a falta de informações sobre as acusações específicas e o rejeição de um pedido de proteção apresentado em janeiro de 2023.
Apesar da decisão judicial que alegava que não havia sido cometido nenhum ato lesivo contra Costero, é evidente que seus direitos ao devido processo, a liberdade de associação, a livre expressão e o livre trânsito foram violados. Estes eventos são uma clara demonstração da perseguição judicial contra Costero e De Viana. A defesa de Óscar Costero tem exigido repetidamente acesso completo ao expediente do caso, enfatizando que seus direitos já foram gravemente violados. A liberdade de associação e expressão são essenciais para uma sociedade democrática e para o progresso da mesma. Insta-se ao Estado venezuelano a respeitar e garantir esses direitos fundamentais, em linha com seus compromissos internacionais.

#### Controvérsia na Wikipedia
A tensão surgiu devido a um conflito editorial sobre o perfil biográfico de Juan Guaidó na Wikipedia. Os editores não conseguiram chegar a um consenso sobre se Guaidó deveria ser reconhecido como presidente da Venezuela. Esta "guerra de edição" levou o governo a bloquear temporariamente o acesso à Wikipedia no país. Embora Wikimedia Venezuela tenha solicitado clareza sobre as razões do bloqueio, o acesso foi restabelecido uma semana depois, sem uma explicação oficial.

#### Detenção e Violação ao Devido Processo
Em outubro de 2022, Oscar Costero foi detido de forma arbitrária ao tentar renovar seu passaporte. Durante sua detenção, foi interrogado sobre sua vida pessoal, finanças e sua relação com a Wikimedia e Santiago De Viana. Este ato foi denunciado pela ONG Espacio Público, que considerou a detenção uma violação ao devido processo. Também se alega que Costero foi acusado sem fundamentos de legitimação de capitais e incitação ao ódio.

#### Campanha de difamação
De Viana foi particularmente suscetível à difamação devido a um pseudônimo que utilizava na Wikipedia, que estava estreitamente ligado ao seu nome real. A partir disso, foi lançada uma campanha de difamação em blogs anônimos, onde foi rotulado como um "extorsionador da Wikipedia". Estes relatos não verificados também vinculavam os editores com atividades de narcotráfico.

#### Repercussão e resposta
A ONG Espacio Público tem defendido ativamente os direitos de Oscar Costero, exigindo transparência e acesso ao expediente do caso. A organização destaca a importância da liberdade de expressão e associação, ressaltando como são essenciais para a existência de uma sociedade democrática.
O caso de Costero e De Viana ilustra a precária situação da liberdade de expressão em certas regiões e destaca os desafios que enfrentam aqueles que contribuem para a difusão de informações livres e objetivas.